# 关帝庙 (同仁市)
关帝庙，位于中国青海省同仁市保安乡城内村，为青海省同仁市县级文物保护单位，公布日期为2001年6月18日，类型为古建筑。
关帝庙的历史年代为清代。